# Mercedes-Benz M266
La sigla Mercedes-Benz M266 indica una famiglia di motori a scoppio prodotti dal 2004 al 2012 dalla Casa tedesca Mercedes-Benz.

## Caratteristiche

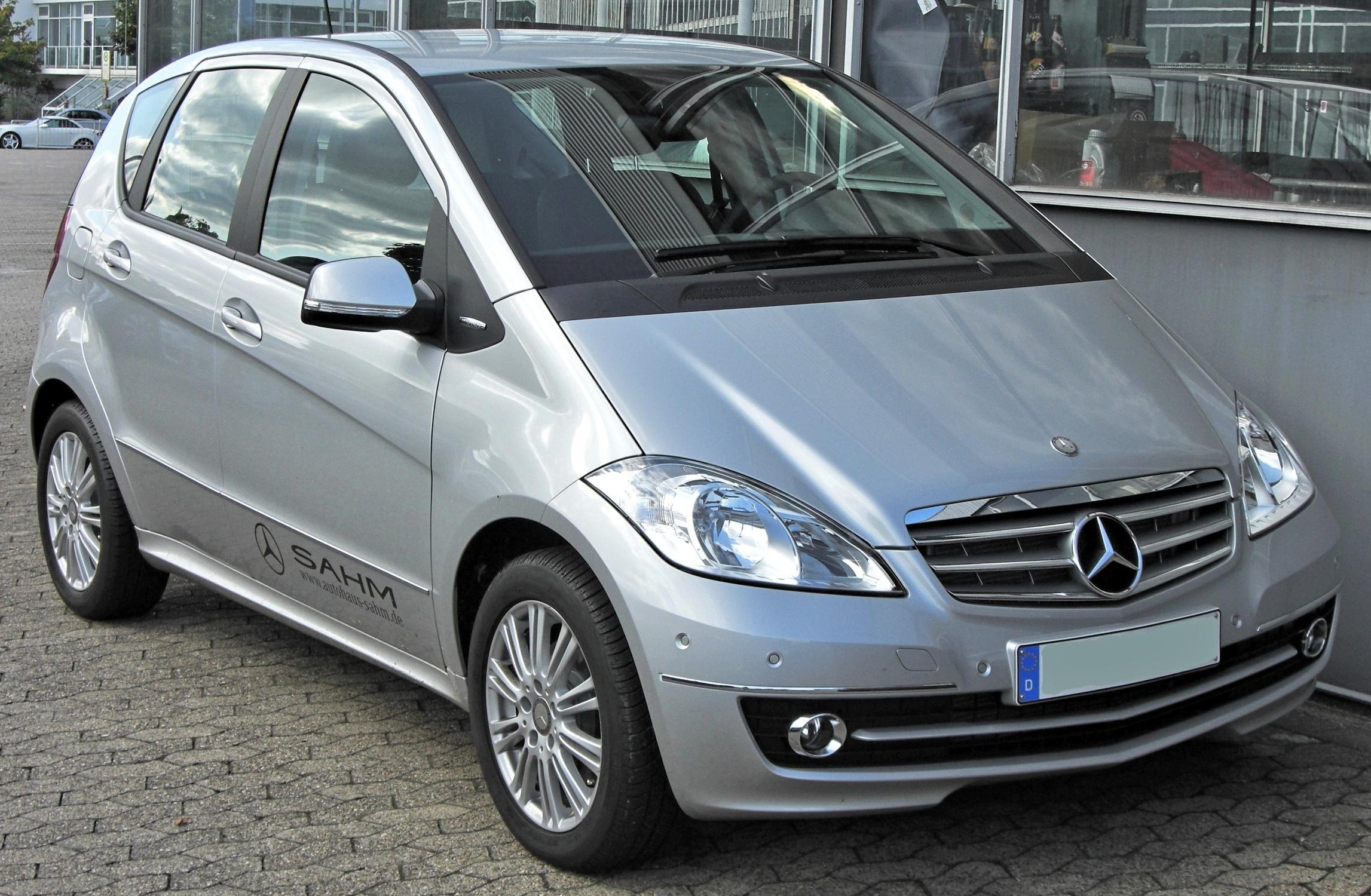
Una A170 W169, classico esempio di autovettura equipaggiata con un motore M266

Questa famiglia di motori è stata destinata a sostituire la precedente famiglia di motori M166, con la quale condivide tra l'altro diverse caratteristiche, prima fra tutte quella di essere progettata per il pianale a sandwich utilizzato nella Classe A, giunta nel 2004 alla sua seconda generazione.

Tra le altre caratteristiche dei motori M266 riprese dalla precedente famiglia, sono anche da ricordare:
- l'architettura generale a 4 cilindri in linea;
- il monoblocco e la testata in lega di alluminio;
- la distribuzione monoalbero in testa a due valvole per cilindro con comando a catena;
- l'alimentazione ad iniezione elettronica indiretta multipoint;
- l'albero a gomiti su 5 supporti di banco.

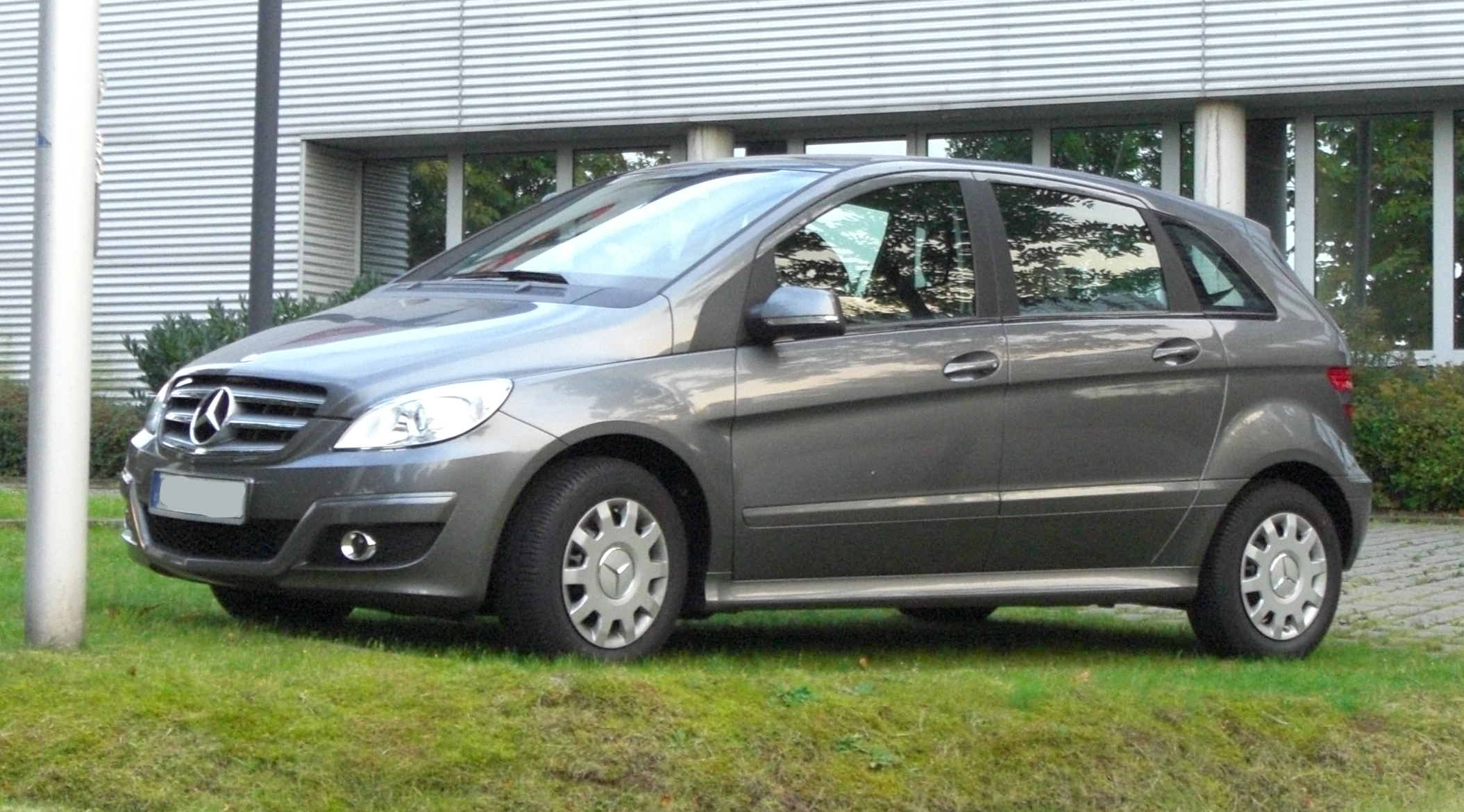
Anche le Mercedes-Benz Classe B a benzina montano motori M266

Le differenze principali stanno essenzialmente nelle caratteristiche dimensionali dei motori, che in questo caso sono maggiori. Costante è la misura dell'alesaggio, pari ad 83 mm per tutte le versioni, la cui cilindrata varia quindi solo in funzione della misura della corsa. Un'altra fondamentale differenza sta nel fatto che esiste anche una versione sovralimentata di un motore M266. La sovralimentazione, in questo caso, avviene tramite turbocompressore e non con il classico compressore volumetrico tipicamente usato dalla Casa tedesca per i motori a benzina. 

Oltre che nelle Classe A a benzina, questo motore ha trovato applicazione anche nelle Mercedes-Benz Classe B.

Questa famiglia di motori è imparentata con il motore OM640, un motore diesel anch'esso utilizzato sui medesimi modelli.

Di seguito vengono mostrate le principali caratteristiche ed applicazioni dei motori M266.
| Motore   | Sigla interna | Alesaggio e corsa (mm) | Cilindrata | Alimentazione                                  | Rapporto di compressione | potenza max (CV/rpm) | Coppia max (Nm/rpm) | Applicazioni                  | Anni di produzione |
| -------- | ------------- | ---------------------- | ---------- | ---------------------------------------------- | ------------------------ | -------------------- | ------------------- | ----------------------------- | ------------------ |
| M266E15  | 266.920       | 83x69.2                | 1498       | Iniez. indiretta multipoint                    | 11                       | 95/5200              | 140/ 3500-4000      | Mercedes-Benz A150 W169       | 2004-09            |
| M266E15  | 266.920       | 83x69.2                | 1498       | Iniez. indiretta multipoint                    | 11                       | 95/5200              | 140/ 3500-4000      | Mercedes-Benz A160 W169       | 2009-12            |
| M266E15  | 266.920       | 83x69.2                | 1498       | Iniez. indiretta multipoint                    | 11                       | 95/5200              | 140/ 3500-4000      | Mercedes-Benz B150 W245       | 2005-09            |
| M266E15  | 266.920       | 83x69.2                | 1498       | Iniez. indiretta multipoint                    | 11                       | 95/5200              | 140/ 3500-4000      | Mercedes-Benz B160 W245       | 2009-11            |
| M266E17  | 266.940       | 83x78.5                | 1699       | Iniez. indiretta multipoint                    | 11                       | 116/5500             | 155/ 3500-4000      | Mercedes-Benz A170 W169       | 2004-09            |
| M266E17  | 266.940       | 83x78.5                | 1699       | Iniez. indiretta multipoint                    | 11                       | 116/5500             | 155/ 3500-4000      | Mercedes-Benz A180 W169       | 2009-12            |
| M266E17  | 266.940       | 83x78.5                | 1699       | Iniez. indiretta multipoint                    | 11                       | 116/5500             | 155/ 3500-4000      | Mercedes-Benz B170 W245       | 2005-09            |
| M266E17  | 266.940       | 83x78.5                | 1699       | Iniez. indiretta multipoint                    | 11                       | 116/5500             | 155/ 3500-4000      | Mercedes-Benz B180 W245       | 2009-11            |
| M266E20  | 266.960       | 83x94                  | 2034       | Iniez. indiretta multipoint                    | 11                       | 136/5750             | 185/ 3500-4000      | Mercedes-Benz A200 W169       | 2004-12            |
| M266E20  | 266.960       | 83x94                  | 2034       | Iniez. indiretta multipoint                    | 11                       | 136/5750             | 185/ 3500-4000      | Mercedes-Benz B200 W245       | 2005-11            |
| M266E20A | 266.980       | 83x94                  | 2034       | Iniez. indiretta multipoint + turbocompressore | 9                        | 193/5000             | 280/ 1800-4850      | Mercedes-Benz A200 Turbo W169 | 2004-12            |
| M266E20A | 266.980       | 83x94                  | 2034       | Iniez. indiretta multipoint + turbocompressore | 9                        | 193/5000             | 280/ 1800-4850      | Mercedes-Benz B200 Turbo W245 | 2005-11            |

Va inoltre ricordato che nel 2008 è stata introdotta una particolare variante bi-fuel, cioè con doppia alimentazione benzina/metano. Tale variante, basata sulla versione da 2 litri, erogava fino a 116 CV di potenza massima, con un picco di coppia pari a 165 Nm. È stata montata sulla Mercedes-Benz B170 NGT, la cui denominazione è poi cambiata nel 2009 in B180 NGT.